# 2020年東京都知事選舉
2020年東京都知事選舉是於2020年（令和2年）7月5日舉行的東京都知事選舉，以選出第21任東京都知事。此次选举也是东京都自2011年以来首次因现任知事（小池百合子）任期屆滿举行、而非知事中途離職舉行的知事选举。最終小池百合子順利連任。

## 公告日及投票日
- 公告日：令和2年（2020年）6月18日
- 投票日：令和2年（2020年）7月5日

現職任期滿了日（7月30日）為原定2020年夏季奧林匹克運動會（開幕式：7月24日）開幕後、東京都内的火炬傳遞於7月10日預定開始、東京都選舉管理委員会公職選舉法的範圍內（任期満了前30日以内）7月5日星期日投開票日。

### 同日選舉
- 東京都議會議員補選（6月26日 告示）
  - 大田区選舉區[錨點失效][a]
  - 北区選舉區[b]
  - 日野市選舉區[c]
  - 北多摩第三選舉區（調布市[錨點失效]・狛江市）[d]

## 选举口号
2020年启用的形象人物是女演员廣瀨愛麗絲。选举口号是

## 選舉焦點
- 奧運會：小池等人認為應按照原定計畫進行延期，但山本等人認為應該停辦。

## 候选人
本次共有22名候選人登記參選。較上次2016年東京都知事選舉21人還多、為歷屆最多的一次。
| 候選人     | 年齢 | 政黨                                                                           | 其他職務                                  | 網站 官方Twitter                                                                                           |
| ---------- | ---- | ------------------------------------------------------------------------------ | ----------------------------------------- | --- |
| 山本太郎   | 45   | 令和新選組                                                                     | 党代表、前參議院議員                      | 山本太郎 東京特設サイト（页面存档备份，存于） 公式ツイッター（页面存档备份，存于）                         |
| 小池百合子 | 67   | 無黨籍 （聯合東京支持、公明黨、都民第一會、自由民主党 (日本)（部分派別）支援） | 現任東京都知事                            | 小池ゆりこ オフィシャルサイト（页面存档备份，存于） 公式ツイッター（页面存档备份，存于）                   |
| 七海紘子   | 35   | 幸福實現黨                                                                     | 党宣傳部長兼財務局長                      | 七海ひろこ公式サイト（页面存档备份，存于） 公式ツイッター（页面存档备份，存于）                            |
| 宇都宮健兒 | 73   | 無黨籍 （立憲民主黨 (日本)、日本共產黨、社會民主黨、新社会党、綠黨、支援）     | 律師、日本律师联合会前会長                | 希望のまち東京をつくる会 宇都宮けんじ公式サイト（页面存档备份，存于） 公式ツイッター（页面存档备份，存于） |
| 櫻井誠     | 48   | 日本第一党                                                                     | 党首 行動保守代表 在特會創始人            | 日本第一党 公式サイト（页面存档备份，存于） 公式ツイッター（页面存档备份，存于）                           |
| 込山洋     | 46   | 無黨籍 （微笑党推薦）                                                          | 護理人員                                  | 込山洋 後援会（页面存档备份，存于） 公式ツイッター （页面存档备份，存于）                                  |
| 小野泰輔   | 46   | 無黨籍 （日本維新會、新党推薦）                                                | 熊本縣前副知事                            | 小野泰輔の公式ホームページ（页面存档备份，存于） 公式ツイッター（页面存档备份，存于）                      |
| 竹本秀之   | 64   | 無黨籍                                                                         | 期貨交易師、前朝日新聞社員                | ブログ 竹本秀之のサイト（页面存档备份，存于） 公式ツイッター（页面存档备份，存于）                         |
| 西本誠     | 33   | Super Crazy君                                                                  | 党代表、歌手                              | 西本誠のインスタグラム 公式ツイッター（页面存档备份，存于）                                                |
| 關口安弘   | 68   | 無黨籍                                                                         | 建筑物管理会社社長                        | 日本の歴史と文化を愛する会・地球平和党（页面存档备份，存于） 公式ツイッター（页面存档备份，存于）          |
| 押越清悦   | 61   | 無黨籍                                                                         | NPO Targeted Individuals Japan代表        | 目覚めよ日本!国家権力犯罪糾弾!打倒監視国家!（页面存档备份，存于） 公式ツイッター（页面存档备份，存于）     |
| 服部修     | 46   | Horiemon新党 （保護國民免受NHK傷害黨推薦）                                     | 音樂家                                    | 公式ツイッター（页面存档备份，存于）                                                                       |
| 立花孝志   | 52   | Horiemon新党 （保護國民免受NHK傷害黨推薦）                                     | N国党党首 前参議院議員 前日本廣播協會職員 | NHKから国民を守る党 公式サイト（页面存档备份，存于） 公式ツイッター（页面存档备份，存于）                  |
| 齊藤健一郎 | 39   | Horiemon新党 （保護國民免受NHK傷害黨推薦）                                     | 商人秘書                                  | さいとう健一郎のインスタグラム（页面存档备份，存于） 公式ツイッター（页面存档备份，存于）                  |
| 後藤輝樹   | 37   | Trans Humanist党                                                               | 党代表、社會運動                          | 後藤輝樹オフィシャルサイト（页面存档备份，存于） 公式ツイッター（页面存档备份，存于）                      |
| 澤紫臣     | 44   | 無黨籍                                                                         | 作者                                      | 沢しおん note 公式ツイッター （页面存档备份，存于）                                                        |
| 市川浩司   | 58   | 庶民与動物会                                                                   | 党代表、大型活動管理師                    | 市川ヒロシの夢を 信じて!（页面存档备份，存于） 公式ツイッター （页面存档备份，存于）                       |
| 石井均     | 55   | 無黨籍                                                                         | 自由記者                                  | 石井均公式サイト（页面存档备份，存于） 公式ツイッター（页面存档备份，存于）                                |
| 長澤育弘   | 34   | 無黨籍                                                                         | 藥劑師                                    | |
| 牛尾和惠   | 33   | 無黨籍                                                                         | 制造业企業社員                            | 私も、考えてみました。（页面存档备份，存于）                                                               |
| 平塚正幸   | 38   | 国民主權党                                                                     | 党首 社會運動家                           | 国民主権党【公式ホームページ】（页面存档备份，存于） 公式ツイッター（页面存档备份，存于）                  |
| 内藤久遠   | 63   | 無黨籍                                                                         | 前陸上自衛隊                              | 公式ツイッター（页面存档备份，存于）                                                                       |

## 選舉結果
小池今次獲得壓倒性勝利，支持自民黨的選民當中，有70%人都支持小池，公明黨的支持者更有90%人支持她，
另外她在在野黨當中亦有一定支持度。小池、宇都宮和山本3人可以取回保證金，第4名的小野因為差738票才足夠10%而不能取回保證金。
| 順位 | 候選人     | 政黨                       | 新現元 | 得票數    | 得票率 | 推薦/支持 |
| ---- | ---------- | -------------------------- | ------ | --------- | ------ | --------- |
| 1    | 小池百合子 | －                         | 現     | 3,661,371 | 59.7%  | －        |
| 2    | 宇都宮健兒 | －                         | 新     | 844,151   | 13.8%  | －        |
| 3    | 山本太郎   | 令和新選組                 | 新     | 657,277   | 10.7%  | －        |
| 4    | 小野泰輔   | －                         | 新     | 612,530   | 9.99%  | 維新      |
| 5    | 桜井誠     | 日本第一黨                 | 新     | 178,784   | 2.92%  | －        |
| 6    | 立花孝志   | ホリエモン新党             | 新     | 43,912    | 0.72%  | N國       |
| 7    | 七海ひろこ | 幸福實現黨                 | 新     | 22,003    | 0.4%   | －        |
| 8    | 後藤輝樹   | トランスヒューマニスト党   | 新     | 21,997    | 0.4%   | －        |
| 9    | 澤紫臣     | －                         | 新     | 20,738    | 0.3%   | －        |
| 10   | 西本誠     | スーパークレイジー君       | 新     | 11,887    | 0.2%   | －        |
| 11   | 込山洋     | －                         | 新     | 10,935    | 0.2%   | －        |
| 12   | 平塚正幸   | ユーチューバー・國民主權黨 | 新     | 8,997     | 0.1%   | －        |
| 13   | 服部修     | ホリエモン新党             | 新     | 5,453     | 0.1%   | N國       |
| 14   | 齊藤健一郎 | ホリエモン新党             | 新     | 5,114     | 0.1%   | N國       |
| 15   | 市川浩司   | 庶民と動物の会             | 新     | 4,760     | 0.1%   | －        |
| 16   | 内藤久遠   | －                         | 新     | 4,145     | 0.1%   | －        |
| 17   | 関口安弘   | －                         | 新     | 4,097     | 0.1%   | －        |
| 18   | 竹本秀之   | －                         | 新     | 3,997     | 0.1%   | －        |
| 19   | 石井均     | －                         | 新     | 3,356     | 0.1%   | －        |
| 20   | 長澤育弘   | －                         | 新     | 2,955     | 0%     | －        |
| 21   | 押越清悦   | －                         | 新     | 2,708     | 0%     | －        |
| 22   | 牛尾和恵   | －                         | 新     | 1,510     | 0%     | －        |

## 註解
1. ↑  就本次選舉而言，從6月30日至7月29日。
2. ↑  東京奧運會、帕運會因為2019冠状病毒病的世界的流行影響、延期一年、日程2019年11月投開票日決定當時。

1. ↑  柳瀨裕文於2019年6月11日辭職（第25回参議院議員通常選挙への立候補）したことによる欠員。
2. ↑  音喜多駿於2019年3月31日付で辞職（北区長選挙への立候補）したことによる欠員。
3. ↑  古賀俊昭於2020年3月7日に死去したことによる欠員。
4. ↑  井樋匡利2017年11月15日辭職。